# Cementiri de Novodévitxi
|  | Per a altres significats, vegeu «Cementiri de Novodévitxi (Sant Petersburg)». |

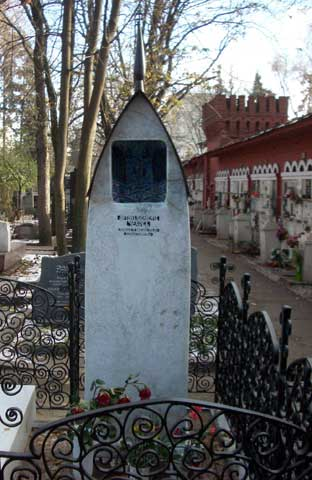
Tomba d'Anton Txékhov al cementiri de Novodévitxi

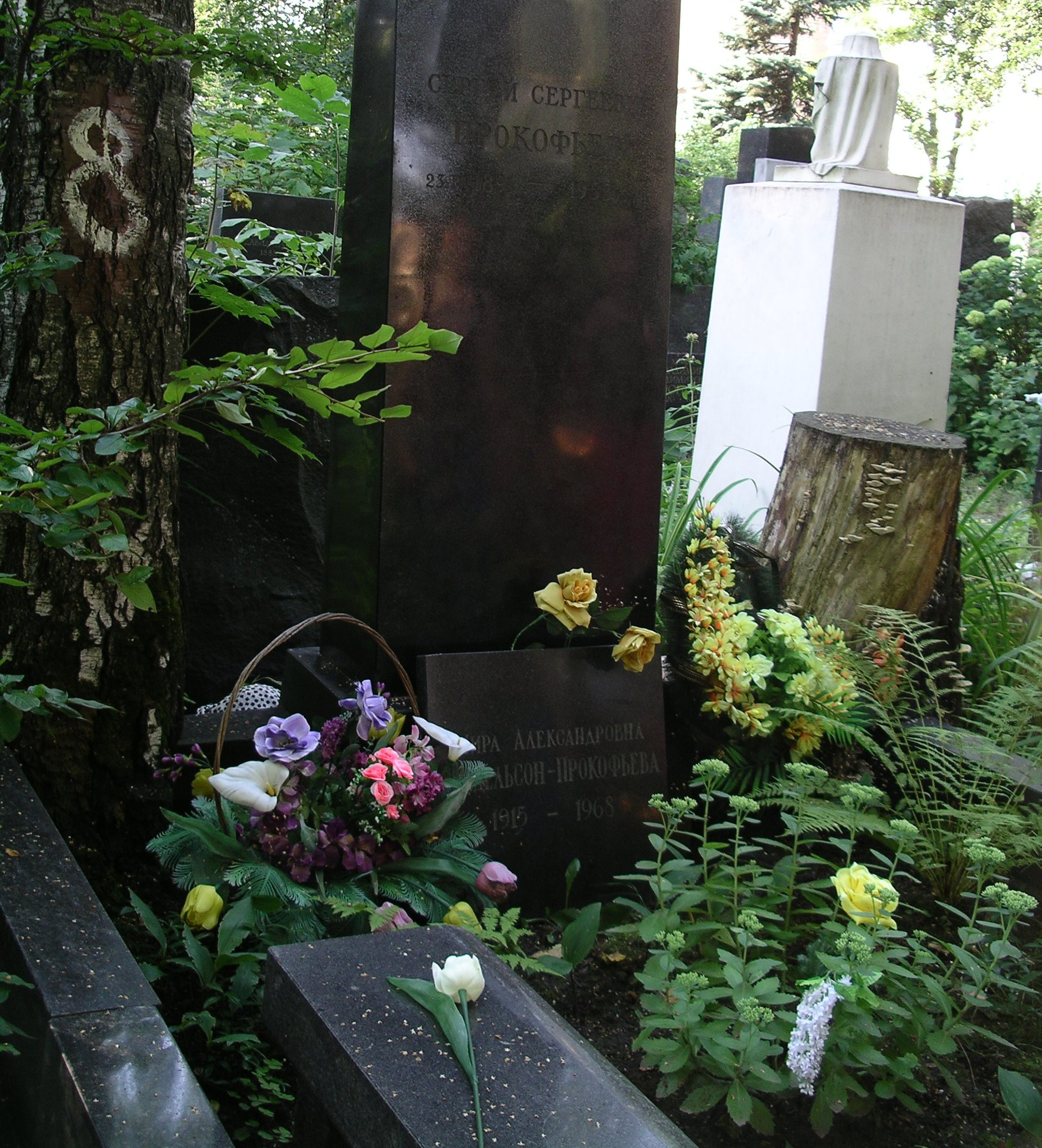
Tomba de Serguei Prokófiev.

El cementiri de Novodévitxi (en rus: Новоде́вичье кла́дбище, Novodévitxie klàdbisxe) és el cementiri més famós de Moscou (Rússia). Forma part del conjunt conventual del monestir de Novodévitxi, que data del segle xvi, declarat el 2004 Patrimoni de la Humanitat per la UNESCO.
Va ser inaugurat el 1898, quan ja hi havia molts enterraments als murs del monestir. Un dels primers personatges notables a ser-hi enterrat va ser Anton Txékhov; la seva tomba és obra de Fiódor Xékhtel.
El cementiri alberga més de 27.000 tombes, entre les quals hi ha les de distingits escriptors, actors, poetes, científics, líders polítics i militars. S'assembla a un parc, amb petites capelles i grans conjunts escultòrics. És un dels llocs més visitats de Moscou. Hi ha la possibilitat de demanar un plànol a l'oficina del cementiri.

## Alguns personatges famosos enterrats a Novodévitxi
- Pàvel Beliàiev (1925-1970), astronauta
- Gueorgui Beregovoi (1921-1995), astronauta
- Serguei Bondartxuk (1920-1994), actor i director de cinema
- Valeri Briússov (1873-1924), escriptor
- Valeri Brúmel (1942-2003), atleta
- Borís Brunov (1922-1997), actor
- Mikhaïl Bulgàkov (1881-1940), escriptor
- Nikolai Bulganin (1895-1975), President del Consell de Ministres de l'URSS
- Ilià Erenburg (1891-1967), escriptor
- Serguei Eisenstein, (1898-1948), director de cinema
- Aleksandr Fadéiev (1901-1956), escriptor
- Iekaterina Fúrtseva (1901-1956), escriptora
- Nikolai Gógol (1809-1852), escriptor
- Raïssa Gorbatxova (1932-1999), Primera Dama de l'URSS
- Andrei Gromiko (1909-1989), Ministre d'Afers Estrangers soviètic i cap d'estat de l'URSS (1985-1988)
- Borís Ieltsin (1931-2007), President de Rússia
- Serguei Iliuixin (1894-1977), enginyer aeronàutic
- Nikita Khrusxov (1894-1971), President del Consell de Ministres de l'URSS
- Serguei Koniónkov (1874-1971), escultor
- Piotr Kropotkin (1842-1921), anarquista
- Lev Landau (1908-1968), Premi Nobel de Física
- Aleksandr Lébed (1950-2002), militar i polític
- Isaak Levitan (1860-1900), pintor
- Vladímir Maiakovski (1893-1930), poeta
- Viatxeslav Mólotov (1890-1986), polític
- Iuri Nikulin (1921-1997), actor i pallasso
- Nikolai Ogariov (1813-1877), escriptor i poeta
- David Óistrakh (1908-1974), violinista
- Aleksandr Oparin (1894-1980), científic
- Liudmila Pavlitxenko (1916-1974), franctiradora
- Anna Pàvlova (1881-1931), ballarina clàssica
- Borís Polevoi (1908-1981), escriptor
- Serguei Prokófiev (1891-1953), compositor
- Mstislav Rostropóvitx (1927-2007), violoncel·lista i director d'orquestra
- Valentina Serova (1865-1911), actriu
- Konstantín Stanislavski (1863-1938), director i actor de teatre
- Viatxeslav Stepànov (1889-1950), matemàtic i professor universitari
- Guérman Titov (1935-2000), astronauta
- Andrei Túpolev (1888-1972), enginyer aeronàutic
- Anton Txékhov (1860-1904), escriptor
- Gueorgui Txitxerin (1872-1936), Primer Ministre
- Vassili Úlrikh (1889-1951), jutge militar
- Lev Vigotski (1896-1934), destacat teòric de la psicologia del desenvolupament
- Fiódor Xaliapin (1873-1938), cantant d'òpera
- Dmitri Xostakòvitx (1906-1975), compositor
- Aleksei Xtxúsev (1873-1949), arquitecte
- Vassili Xukxín (1929-1974), escriptor i actor
- Samuïl Marxak (1887-1964), escriptor